# Enoplognatha gramineusa
Enoplognatha gramineusa är en spindelart som beskrevs av Zhu 1998. Enoplognatha gramineusa ingår i släktet Enoplognatha och familjen klotspindlar. Inga underarter finns listade i Catalogue of Life.